# Ypthima kaledonda
Ypthima kaledonda är en fjärilsart som beskrevs av John Obadiah Westwood 1888. Ypthima kaledonda ingår i släktet Ypthima och familjen praktfjärilar. Inga underarter finns listade i Catalogue of Life.